# Menyhárt Kálmán
Menyhárt Kálmán (Budapest, 1955. július 15. –) labdarúgó, kapus.

## Pályafutása
A Csepel nevelése. A katonai szolgálata alatt a Kossuth KFSE-ben szerepelt. A Csepel csapatában mutatkozott be az élvonalban 1977. november 16-án a Dunaújvárosi Kohász ellen, ahol csapata 2–1-re győzött. 1977 és 1979 között 14 alkalommal védte a csepeli kaput. 1979 és 1985 között a Bp. Honvéd játékosa volt. Három bajnoki címet és egy magyar kupa-győzelmet szerzett a csapattal. Sohasem vált elsőszámú kapussá, emiatt az 1980–81-es idényben pályára sem lépett. Utolsó élvonalbeli mérkőzésén a Békéscsabát 1–0-ra legyőzte csapata. 1986 júliusában ötéves szerződést írt alá a Komlói Bányászhoz. 1987 nyarán leigazolta az MTK-VM.

## Sikerei, díjai
- Magyar bajnokság
  - bajnok: 1979–80, 1983–84, 1984–85
  - 3.: 1982–83
- Magyar kupa (MNK)
  - győztes: 1985
  - döntős: 1983